# Mantispa decepta
Mantispa decepta är en insektsart som beskrevs av Nathan Banks 1920. Mantispa decepta ingår i släktet Mantispa och familjen fångsländor. Inga underarter finns listade i Catalogue of Life.